# John Cockett
John Ashley Cockett (Broadstairs, Engleska, 23. prosinca 1927.) je bivši engleski hokejaš na travi i kriketaš. 
Osvojio je brončano odličje na hokejaškom turniru na Olimpijskim igrama 1952. u Helsinkiju igrajući za Uj. Kraljevstvo. Igrao je na trima susretima mjestu halfa-braniča.
Na Olimpijskim igrama 1956. u Melbourne igrajući za Uj. Kraljevstvo je osvojio 4. mjesto. Odigrao je šest susreta.

## Vanjske poveznice
- Profil na Sports-Reference.com  Arhivirana inačica izvorne stranice od 2. srpnja 2017. (Wayback Machine)
- Profil na Database Olympics